# Skoleks

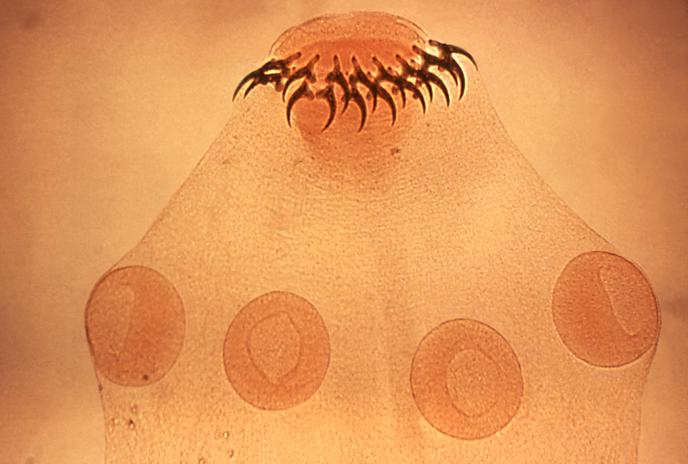
U dołu widoczny skoleks tasiemca uzbrojonego (Taenia solium)

Skoleks (z łac.  scolex poprzez gr. skōlēks – robak, czerw, inaczej: czerwioch), główka – przednia część ciała tasiemców właściwych (Eucestoda) uzbrojona w narządy czepne charakterystyczne dla poszczególnych rzędów – różnego rodzaju bruzdy (botria i botrydia), przyssawki, kolce i haki, wspomagające przywarcie do ściany jelita żywiciela. Służy do utrzymywania pasożyta w ciele żywiciela.
Obecność czterech przyssawek na skoleksie to charakterystyczna cecha tasiemców z rzędu Cyclophyllidea.